# Lepiku (Kambja)
Lepiku (Duits: Leppik) is een plaats in de Estlandse gemeente Kambja, provincie Tartumaa. De plaats heeft de status van dorp (Estisch: küla) en telt 115 inwoners (2021).
Tot in oktober 2017 lag de plaats in de gemeente Ülenurme. In die maand ging Ülenurme op in de gemeente Kambja.
Lepiku ligt aan de Põhimaantee 2, de weg van Tallinn via Tartu naar de Russische grens. De rivier Tatra vormt de grens met de zuidelijke buurdorpen Tatra, Madise en Reolasoo.

## Geschiedenis
Lepiku werd voor het eerst genoemd in 1796 onder de naam Läppik als veehouderij op het landgoed van Reola. In 1922, na de onteigening van het landgoed door het onafhankelijk geworden Estland, kreeg de nederzetting op de voormalige veehouderij de status van vlek (Estisch: alevik). Omstreeks 1939 werd ze gedegradeerd tot dorp.